# Tillandsiasläktet

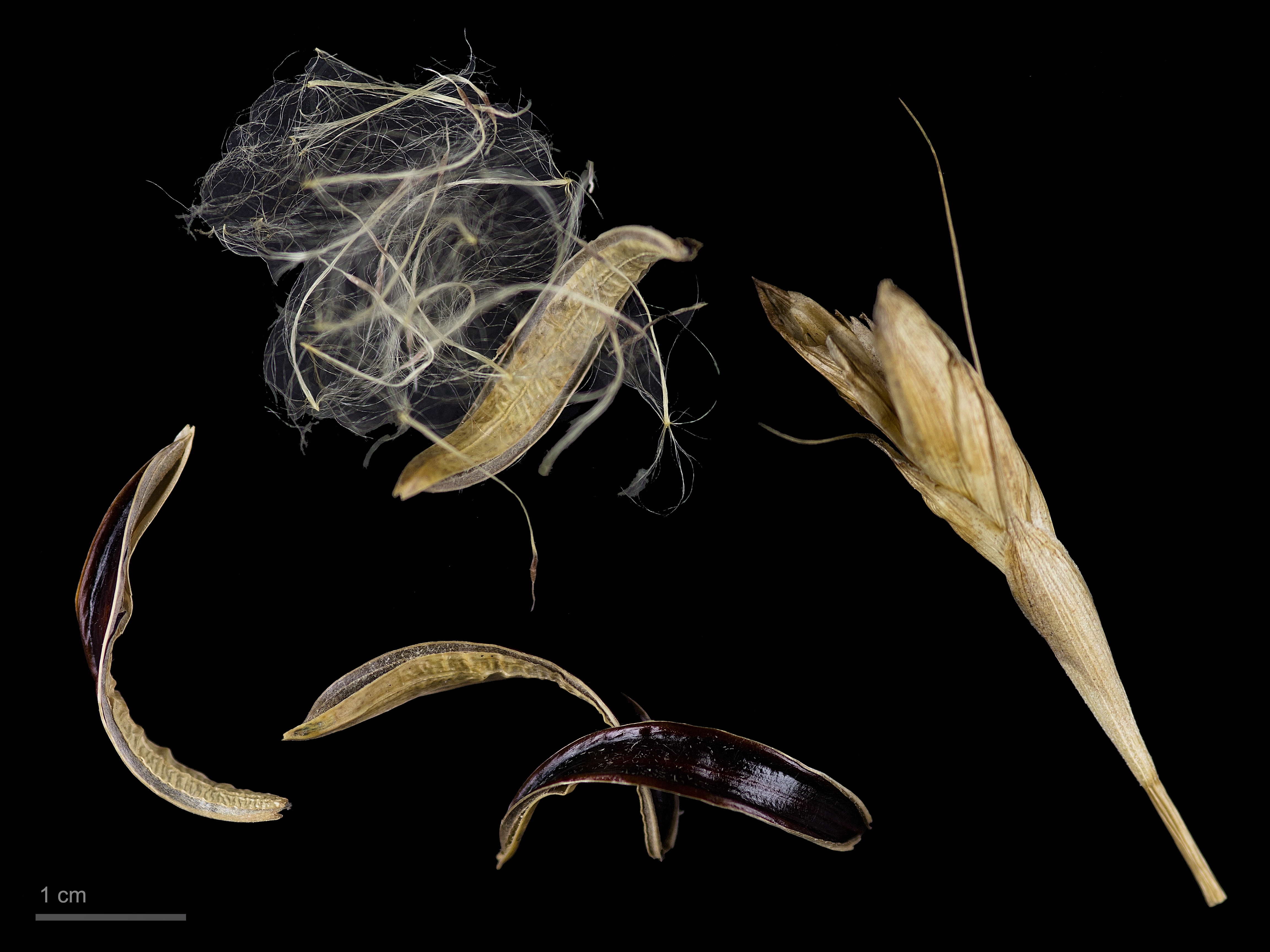
Tillandsia schiedeana

Tillandsiasläktet (Tillandsia) är ett släkte i familjen ananasväxter med cirka 550 arter. Arterna förekommer i Amerika, från USA i norr till Argentina i söder. Några arter odlas som rumsväxter i Sverige.
Släktet är mycket mångformigt, men arterna är vanligen epifytiska örter med eller utan stjälkar. Bladen är oftast rosettställda, ibland glest sittande längs en lång stjälk, ibland i två rader, de är smala, helbräddade. Blomställningen är oftast ett toppställt ax i två rader, med en till många blommor. Högbladen är oftast breda och skyltande. Själva blommorna är tvåkönade, foderbladen är fria eller något sammanvuxna, vanligen symmetriska. Kronbladen är fria, ståndarna är fria och fruktämnet är översittande. Frukten är en cylindrisk kapsel. Fröna har fjäderlika bihang vid basen.
Släktet är uppkallat efter den svenske botanisten Elias Tillandz (1640-1693).

## Underfamiljer
Familjen delas in i tre underfamiljer:
- Bromelioideae - innehåller mestadels epifyter som ibland har blad med taggiga kanter. Frukten är bärliknande.
- Pitcairnioideae - innehåller marklevande arter som vanligen har taggiga bladkanter. Frukten är en torr kapsel med frön som saknar vingar.
- Tillandsioideae - innehåller vanligen epifytiska arter med fjällbeklädda blad som saknar taggiga kanter. Frukten är en torr kapsel med vingade frön.